# Étaves-et-Bocquiaux
Étaves-et-Bocquiaux es una comuna francesa situada en el departamento de Aisne, de la región de Alta Francia.

## Géografía
Étaves-et-Bocquiaux está situada a 16 km al noreste de San Quintín.

## Demografía
| 720 | 700 | 672 | 634 | 604 | 584 | 551 | 579 |
| Para los censos de 1962 a 1999 la población legal corresponde a la población sin duplicidades (Fuente: INSEE [Consultar]) |     |     |     |     |     |     |     |